# Чемпионат Европы по футболу 2024 (отборочный турнир, группа I)
Группа I отборочного турнира чемпионата Европы по футболу 2024 — одна из десяти групп для определения команд, которые примут участие в основной стадии чемпионата в Германии. В группу I попали шесть сборных: Андорра, Беларусь, Израиль, Косово, Румыния и Швейцария. Команды сыграют друг с другом дома и в гостях в 2 круга.
Сборные, занявшие первые два места, выйдут в финальную часть чемпионата. Участники плей-офф будут определены на основе их выступления в Лиге наций 2022/2023.

## Турнирная таблица
| Поз | Команда   | И  | В | Н | П | МЗ | МП | РМ  | О  | Квалификация                        |     | Румыния | Швейцария | Израиль | Беларусь | Республика Косово | Андорра |
| --- | --------- | -- | - | - | - | -- | -- | --- | -- | ----------------------------------- | --- | ------- | --------- | ------- | -------- | ----------------- | ------- |
| 1   | Румыния   | 10 | 6 | 4 | 0 | 16 | 5  | +11 | 22 | Квалификация в финальный раунд      |     | —       | 1:0       | 1:1     | 2:1      | 2:0               | 4:0     |
| 2   | Швейцария | 10 | 4 | 5 | 1 | 22 | 11 | +11 | 17 | Квалификация в финальный раунд      |     | 2:2     | —         | 3:0     | 3:3      | 1:1               | 3:0     |
| 3   | Израиль   | 10 | 4 | 3 | 3 | 11 | 11 | 0   | 15 | Сборная участвует в стыковых матчах |     | 1:2     | 1:1       | —       | 1:0      | 1:1               | 2:1     |
| 4   | Беларусь  | 10 | 3 | 3 | 4 | 9  | 14 | −5  | 12 |                                     |     | 0:0     | 0:5       | 1:2     | —        | 2:1               | 1:0     |
| 5   | Косово    | 10 | 2 | 5 | 3 | 10 | 10 | 0   | 11 |                                     | 0:0 | 2:2     | 1:0       | 0:1     | —        | 1:1               |         |
| 6   | Андорра   | 10 | 0 | 2 | 8 | 3  | 20 | −17 | 2  |                                     | 0:2 | 1:2     | 0:2       | 0:0     | 0:3      | —                 |         |

## Матчи
Список матчей был опубликован УЕФА 10 октября 2022 года. Время указано в CET/CEST. Местное время, если отличается, указано в скобках.
| Беларусь | 0:5     | Швейцария                                     |
| -------- | ------- | --------------------------------------------- |
|          | (отчёт) | - Штеффен 4′ 17′ 29′ - Джака 62′ - Амдуни 65′ |

| Израиль   | 1:1     | Косово          |
| --------- | ------- | --------------- |
| Перец 56′ | (отчёт) | Даса 36′ (авт.) |

| Андорра | 0:2     | Румыния                |
| ------- | ------- | ---------------------- |
|         | (отчёт) | - Ман 35′ - Алибек 50′ |

| Швейцария                              | 3:0     | Израиль |
| -------------------------------------- | ------- | ------- |
| - Варгас 39′ - Амдуни 48′ - Видмер 52′ | (отчёт) |         |

| Румыния                  | 2:1     | Беларусь    |
| ------------------------ | ------- | ----------- |
| - Станчу 17′ - Бурке 19′ | (отчёт) | Морозов 86′ |

| Косово      | 1:1     | Андорра   |
| ----------- | ------- | --------- |
| Жегрова 59′ | (отчёт) | Росас 61′ |

| Андорра    | 1:2     | Швейцария                 |
| ---------- | ------- | ------------------------- |
| Вьейра 67′ | (отчёт) | - Фройлер 7′ - Амдуни 33′ |

| Беларусь  | 1:2     | Израиль                           |
| --------- | ------- | --------------------------------- |
| Эбонг 16′ | (отчёт) | - Вейсман 85′ (пен.) - Глух 90+2′ |

| Косово | 0:0     | Румыния |
| ------ | ------- | ------- |
|        | (отчёт) |         |

| Беларусь                  | 2:1     | Косово            |
| ------------------------- | ------- | ----------------- |
| - Морозов 73′ - Эбонг 75′ | (отчёт) | Мурики 87′ (пен.) |

| Израиль                   | 2:1     | Андорра   |
| ------------------------- | ------- | --------- |
| - Шломо 42′ - Соломон 61′ | (отчёт) | Росас 52′ |

| Швейцария      | 2:2     | Румыния           |
| -------------- | ------- | ----------------- |
| Амдуни 28′ 41′ | (отчёт) | Михэйлэ 89′ 90+2′ |

| Андорра | 0:0     | Беларусь |
| ------- | ------- | -------- |
|         | (отчёт) |          |

| Косово             | 2:2     | Швейцария                           |
| ------------------ | ------- | ----------------------------------- |
| - Мурики 65′ 90+4′ | (отчёт) | - Фройлер 14′ - Ррахмани 79′ (авт.) |

| Румыния      | 1:1     | Израиль    |
| ------------ | ------- | ---------- |
| - Алибек 27′ | (отчёт) | - Глух 53′ |

| Израиль             | 1:0     | Беларусь |
| ------------------- | ------- | -------- |
| - Каниховский 90+3′ | (отчёт) |          |

| Румыния                      | 2:0     | Косово |
| ---------------------------- | ------- | ------ |
| - Станчу 83′ - Михэйлэ 90+3′ | (отчёт) |        |

| Швейцария                                     | 3:0     | Андорра |
| --------------------------------------------- | ------- | ------- |
| - Иттен 49′ - Джака 84′ - Шакири 90+3′ (пен.) | (отчёт) |         |

| Андорра | 0:3     | Косово                        |
| ------- | ------- | ----------------------------- |
|         | (отчёт) | - Рашица 26′ 71′ - Зекири 83′ |

| Беларусь | 0:0     | Румыния |
| -------- | ------- | ------- |
|          | (отчёт) |         |

| Швейцария                               | 3:3     | Беларусь                                    |
| --------------------------------------- | ------- | ------------------------------------------- |
| - Шакири 28′ - Аканджи 89′ - Амдуни 90′ | (отчёт) | - Эбонг 61′ - Поляков 69′ - Антилевский 84′ |

| Румыния                                                 | 4:0     | Андорра |
| ------------------------------------------------------- | ------- | ------- |
| - Станчу 23′ - Хаджи 28′ - Марин 44′ (пен.) - Коман 50′ | (отчёт) |         |

| Косово     | 1:0     | Израиль |
| ---------- | ------- | ------- |
| Рашица 41′ | (отчёт) |         |

| Израиль     | 1:1     | Швейцария  |
| ----------- | ------- | ---------- |
| Вейсман 88′ | (отчёт) | Варгас 36′ |

| Беларусь | 1:0     | Андорра |
| -------- | ------- | ------- |
|          | (отчёт) |         |

| Израиль | 1:2     | Румыния |
| ------- | ------- | ------- |
|         | (отчёт) |         |

| Швейцария | 1:1     | Косово |
| --------- | ------- | ------ |
|           | (отчёт) |        |

| Андорра | 0:2     | Израиль |
| ------- | ------- | ------- |
|         | (отчёт) |         |

| Косово | 0:1     | Беларусь |
| ------ | ------- | -------- |
|        | (отчёт) |          |

| Румыния | 1:0     | Швейцария |
| ------- | ------- | --------- |
|         | (отчёт) |           |

## Бомбардиры
Примечание: В скобках указано, сколько голов из общего числа забито с пенальти.
5 голов
- Зеки Амдуни

3 гола
- Ведат Мурики (1)
- Ренато Штеффен

2 гола
- Альберт Росас[англ.]
- Владислав Морозов
- Макс Эбонг
- Оскар Глух
- Денис Алибек
- Валентин Михэйлэ
- Ремо Фройлер

1 гол
- Марсио Вьейра
- Шон Вейсман (1)
- Дор Перец
- Манор Соломон
- Раз Шломо
- Эдон Жегрова
- Андрей Бурке
- Деннис Ман
- Николае Станчу
- Рубен Варгас
- Сильван Видмер
- Гранит Джака

Автоголы
- Эли Даса (в матче против  Косова)
- Амир Ррахмани (в матче против  Швейцарии)

## Дисквалификации
Игрок получает дисквалификацию на 1 матч за следующие нарушения:
- Красная карточка (отстранение за красную карточку может быть продлено за грубые нарушения).
- 3 жёлтые карточки в 3 разных матчах, а также 5-я и каждая последующая жёлтая карточка (дисквалификация за жёлтую карточку не переносится на плей-офф, основной турнир или любые другие международные матчи).

| Футболист  | Команда | Нарушения                      | Пропущенные матчи             |
| ---------- | ------- | ------------------------------ | ----------------------------- |
| Марк Ребес | Андорра | против Румынии (25 марта 2023) | против Косова (28 марта 2023) |